# Christina Schütze

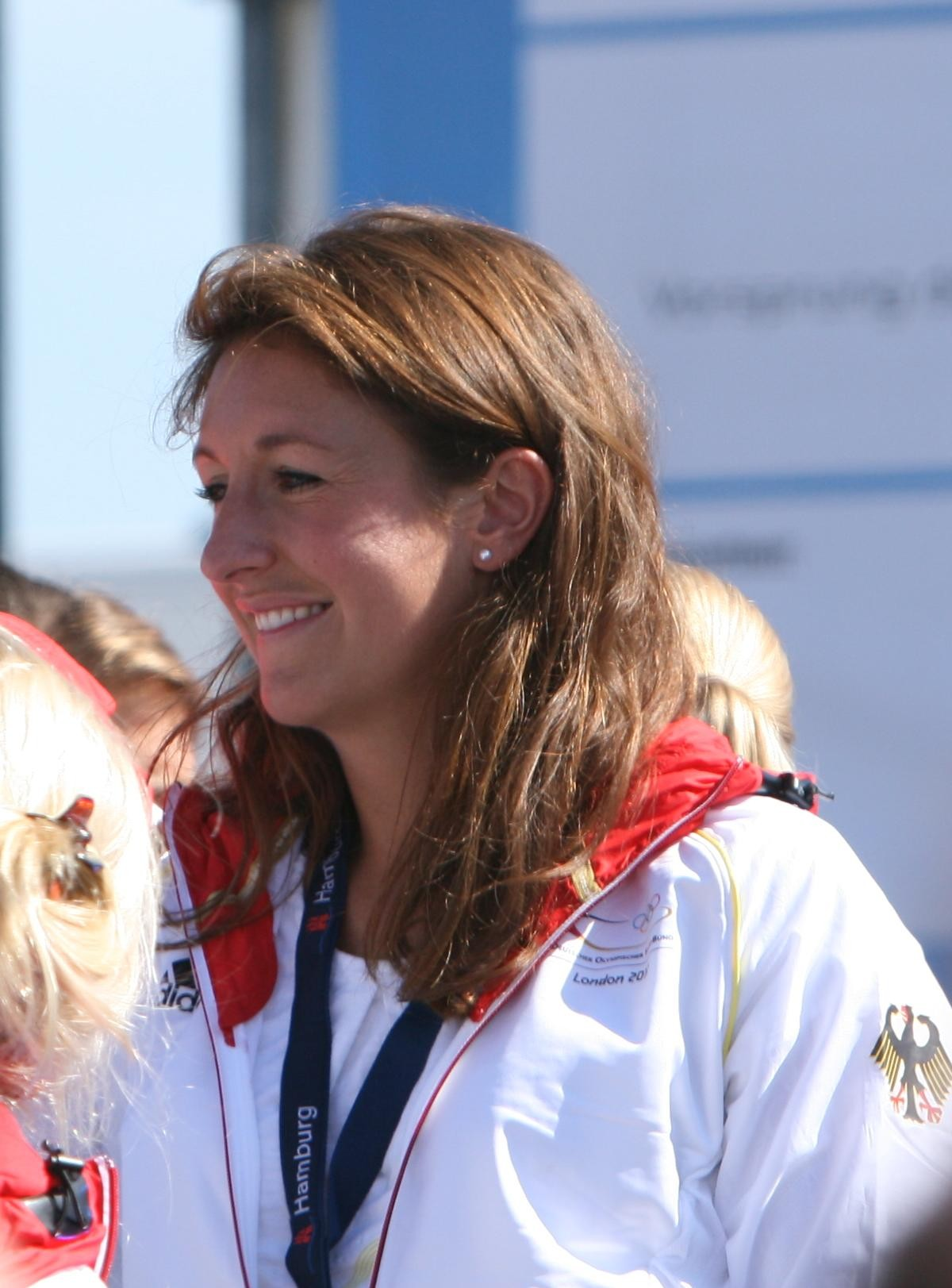
Christina Schütze beim Empfang der Olympioniken 2012 in Hamburg

Christina Schütze (* 25. Oktober 1983 in Düsseldorf) ist eine deutsche Hockeyspielerin.

## Biografie
Sie begann ihre Karriere als Hockeyspielerin beim in ihrer Geburtsstadt beheimateten Düsseldorfer HC im Stadtteil Oberkassel. Seit ihrer Jugend spielte sie regelmäßig für die Jugendmannschaften des Deutschen Hockey-Bundes. Dabei erreichte sie 72 Länderspieleinsätze und erzielte 29 Tore. Seit ihrem Debüt am 23. Januar 2004 kam sie in der A-Nationalmannschaft der Frauen zum Einsatz. Zu ihren größten Erfolgen zählen der Gewinn der Europameisterschaft auf dem Feld sowie in der Halle im Jahr 2007 bzw. 2004 und 2006, sowie ein dritter Platz bei der Hallen-WM in Wien im Jahr 2007 und ein zweiter Platz bei der Champions Trophy 2008. Für die Olympischen Spiele 2008 in Peking wurde sie erneut in den Kader der Nationalmannschaft berufen.
Nach Abschluss ihres 1. Staatsexamens in Jura wechselte Schütze zur Feldsaison 2010/11 nach 10 Jahren bei Rot-Weiß Köln, wo sie bereits 2003 die Deutsche Meisterschaft gewinnen konnte, nach Hamburg zum Club an der Alster, für den sie in der Damen-Bundesliga spielt, und erfüllte sich damit einen Jugendtraum.
2012 gehörte Schütze mit Beate Gauß, Regina Sergeeva, Christin Steuer und Angela Maurer zu fünf Athletinnen, die in der deutschen Ausgabe des Playboy nackt posierten. Christina Schützes Schwester Lisa Marie Schütze nahm 2016 an den Olympischen Spielen teil.
Christine Schütze ist die Preisträgerin der 45. Lüdenscheider Lüsterklemme.